# Siatas
Siatas is een bestuurslaag in het regentschap Aceh Singkil van de provincie Atjeh, Indonesië. Siatas telt 1308 inwoners (volkstelling 2010).